# Seznam měst v Evropě
Toto je seznam měst v evropských zemích. Seznam zahrnuje města na území Evropského kontinentu a na územích náležících evropským státům, která se nacházejí mimo evropské území.

## Země
| - Seznam měst v Albánii - Seznam měst v Andoře - Seznam měst v Ázerbájdžánu - Seznam měst v Belgii - Seznam měst v Bosně a Hercegovině - Seznam měst v Bulharsku - Seznam měst v Černé Hoře - Seznam měst v Česku - Seznam měst v Dánsku - Seznam měst v Estonsku - Seznam měst ve Finsku - Seznam měst ve Francii - Seznam měst v Gruzii - Seznam měst v Chorvatsku - Seznam měst v Irsku - Seznam měst na Islandu - Seznam měst v Itálii - Seznam měst v Kazachstánu - Seznam měst v Kosovu - Seznam měst v Lichtenštejnsku - Seznam měst v Litvě - Seznam měst v Lotyšsku - Seznam měst v Lucembursku - Seznam měst v Maďarsku - Seznam měst na Maltě | - Seznam měst v Moldavsku - Seznam měst v Monaku - Seznam měst v Německu - Seznam měst v Nizozemsku - Seznam měst v Norsku - Seznam měst v Polsku - Seznam měst v Portugalsku - Seznam měst v Rakousku - Seznam měst v Rumunsku - Seznam měst v Rusku - Seznam měst v Řecku - Seznam měst v San Marinu - Seznam měst v Severní Makedonii - Seznam měst na Slovensku - Seznam měst ve Slovinsku - Seznam měst ve Spojeném království - Seznam měst v Srbsku - Seznam měst ve Španělsku - Seznam měst ve Švédsku - Seznam měst ve Švýcarsku - Seznam měst v Turecku - Seznam měst na Ukrajině - Seznam měst ve Vatikánu |

## Teritoria, kolonie a zámořská území
- Seznam měst na Faerských ostrovech
- Seznam měst na Gibraltaru
- Seznam měst na Guernsey
- Seznam měst na Jersey
- Seznam měst na Manu

## Území se sporným postavením
- Seznam měst v Abcházii
- Seznam měst v Jižní Osetii
- Seznam měst v Podněstří
- Seznam měst v Severním Kypru